# 竹南丘陵
竹南丘陵為臺灣島西北部中港溪與後龍中間的丘陵地帶。東北端以中港溪與竹東丘陵為界，北面竹南沖積平原，東以竹東斷層為界，南面為後龍溪所形成的苗栗河谷平原。